# Ernst Ludwig Maukisch

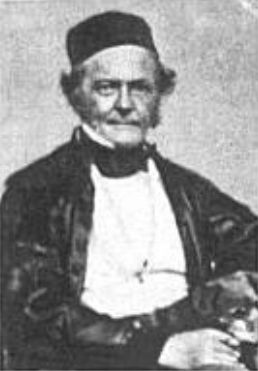
Ernst Ludwig Maukisch

Ernst Ludwig Maukisch (* 11. Dezember 1805 in Ulberndorf; † 1. November 1865 in Potschappel) war ein deutscher Jurist und Politiker. Er war Mitglied der Frankfurter Nationalversammlung sowie Abgeordneter im Sächsischen Landtag.

## Leben und Wirken
Der Sohn des Advokaten Julius Fürchtegott Maukisch und seiner Ehefrau Christiana Sophia geb. Hauswald studierte von 1825 bis 1827 an der Universität Leipzig die Rechtswissenschaften. Dort schloss er sich 1826 der Leipziger Burschenschaft an. Nachdem dem Studium wurde er 1827 Akzessist in Pesterwitz. 1832 wurde er zum Bürgermeister von Dippoldiswalde, wo er sich als Advokat niedergelassen hatte, gewählt, ein Amt, das er bis 1850 ausübte.
Der II. Kammer des Sächsischen Landtags gehörte er 1848 als Abgeordneter des 7. städtischen Wahlkreises und 1849/50 als Vertreter des 66. Wahlbezirks an. Im 17. sächsischen Wahlbezirk (Frauenstein) wurde er als Kandidat des Vaterlandsvereins am 5. Mai 1848 im ersten Wahlgang mit 67 von 99 Stimmen zum Ersatzmann des in die Frankfurter Nationalversammlung gewählten Otto Leonhard Heubner bestimmt. Sein Mandat nahm er vom 27. Februar bis 30. Mai 1849 wahr. Er war ein gemäßigter Liberaler und schloss sich der Fraktion Westendhall an. Auch am Gothaer Nachparlament nahm er teil.
Am Dresdner Maiaufstand war Maukisch nicht direkt beteiligt. Da er aber mehreren Verfolgten zur Flucht verholfen hatte, wurde er veranlasst sein Bürgermeisteramt in Dippoldiswalde niederzulegen. Für eine später wieder auf ihn gefallene Wahl erhielt er von der sächsischen Regierung keine Bestätigung. 1859 zog er in den Stadtrat von Dippoldiswalde ein, siedelte aber 1863 nach Potschappel über.